# Xã Johnston, Quận Macon, Missouri
Xã Johnston (tiếng Anh: Johnston Township) là một xã thuộc quận Macon, tiểu bang Missouri, Hoa Kỳ. Năm 2010, dân số của xã này là 40 người.